# José María Moreno (stacja metra)
José María Moreno – stacja metra w Buenos Aires, na linii E. Znajduje się pomiędzy stacją Avenida La Plata, a Emilio Mitre. Stacja została otwarta 23 lipca 1973.